# Byron Davies
Byron Davies, baron Davies of Gower, né le 4 septembre 1952 à Swansea, est un homme politique britannique membre du parti conservateur.
Ancien membre de l’Assemblée (2011-2015) et ancien membre du Parlement (2015-2017), il préside les Conservateurs gallois de 2017 à 2020.

## Biographie

### Éducation et parcours professionnel
Byron Davies naît à Port Eynon, un village de la cité-comté de Swansea situé dans la péninsule de Gower, au pays de Galles. Après avoir commencé son parcours scolaire à la County Primary School de Knelston, puis à la Boys’ Grammar School de Gowerton, il obtient une licence en droit (law degree) après avoir étudié à la Thames Valley University entre 1994 et 1997,.
Professionnellement, il mène une carrière d’inspecteur de police (detective) de 1971 à 2003 qu’il termine en tant que detective chief inspector à la Metropolitan Police du Grand-Londres. Durant son parcours, il est également détaché auprès de la National Crime Squad et mais aussi auprès de l’Union européenne en tant que conseiller dans la lutte contre le crime organisé,,.
Il passe plusieurs années à vivre et à travailler en Europe de l’Est, où il aide à la préparation de l’adhésion à l’Union européenne des pays candidats. Byron Davies accomplit plusieurs missions sur la situation de pays des Balkans, notamment une en Bulgarie critique quant à la lutte contre la corruption et contre le crime organisé.
Avant son élection à l’Assemblée nationale du pays de Galles (mai 2011), il est consultant auprès d’Axiom Consulting et de Business and Strategies in Europe. Par ailleurs, il est le propriétaire de la Blue Line Solutions Ltd.

### Carrière politique
Le 5 mai 2011, Byron Davies est élu membre de l’assemblée nationale du pays de Galles (AM) en deuxième position des Welsh Conservatives dans le cadre de la région électorale du South Wales West lors des élections législatives galloises.
Il devient, en juillet 2011, le ministre des Transports et de la Régénération et le whip du cabinet fantôme d’Andrew R. T. Davies, tout juste désigné président du groupe des Welsh Conservatives et « chef de l’opposition » à l’Assemblée nationale,.
Candidat à Gower, une circonscription détenue depuis 1906 par le Labour Party, pour les élections générales, il parvient à battre la candidate travailliste de 27 voix le 7 mai 2015 après deux comptages de voix,. À la suite de cette victoire, il quitte son mandat de membre de l’Assemblée, remplacé par Altaf Hussain le 19 mai suivant,.
À l’occasion du référendum de juin 2016, il soutient le maintien du Royaume-Uni dans l’Union européenne. En juin de l’année suivante, il n’est pas reconduit comme membre du Parlement, battu par la candidate du Labour Party Tonia Antoniazzi.
Le 2 septembre 2017, succédant à Jonathan Evans, Byron Davies est élu président (chairman) des Welsh Conservatives. En février 2019, il souhaite transformer la direction du parti, dans laquelle la fonction de « chef des Welsh Conservatives » (leader), exercée par le chef du groupe à l’Assemblée nationale, n’est qu’une autorité officieuse : ce dernier devrait, selon lui, diriger le mouvement. Ce changement institutionnel devrait être opéré après la course à la direction du Conservative Party en juillet 2019.
Le 10 septembre 2019, Byron Davies est élevé à la dignité de pair à vie (en) à l’occasion des Prime Minister’s Resignation Honours (en) de Theresa May. Il est créé « baron Davies of Gower », de Gower, dans le comté de Swansea, par Élisabeth II par lettres patentes du 10 octobre 2019. Il siège à la Chambre des lords à compter du 17 octobre.

## Titres et honneurs
- Avant 2011 : Mr Byron Davies.
- 2011-2015 : Mr Byron Davies AM.
- 2015-2017 : Mr Byron Davies MP.
- 2017-2019 : Mr Byron Davies.
- Depuis 2019 : The Rt Hon. the Lord Davies of Gower.

## Résultats électoraux

### Chambres des communes
| Élection          | Circonscription | Parti | Parti        | Voix   | %     | Résultats |
| ----------------- | --------------- | ----- | ------------ | ------ | ----- | --------- |
| Générales de 2015 | Gower           |       | Conservative | 15 862 | 37,10 | Élu       |
| Générales de 2017 | Gower           |       | Conservative | 19 458 | 42,69 | Échec     |

### Assemblée nationale du pays de Galles
| Élection             | Circonscription ou région électorale | Parti | Parti        | Voix   | %     | Résultats |
| -------------------- | ------------------------------------ | ----- | ------------ | ------ | ----- | --------- |
| Législatives de 2007 | Gower                                |       | Conservative | 8 214  | 29,82 | Échec     |
| Législatives de 2011 | South Wales West (scrutin de liste)  |       | Conservative | 27 457 | 17,78 | Élu       |